# Farma Wiatrowa Lisewo

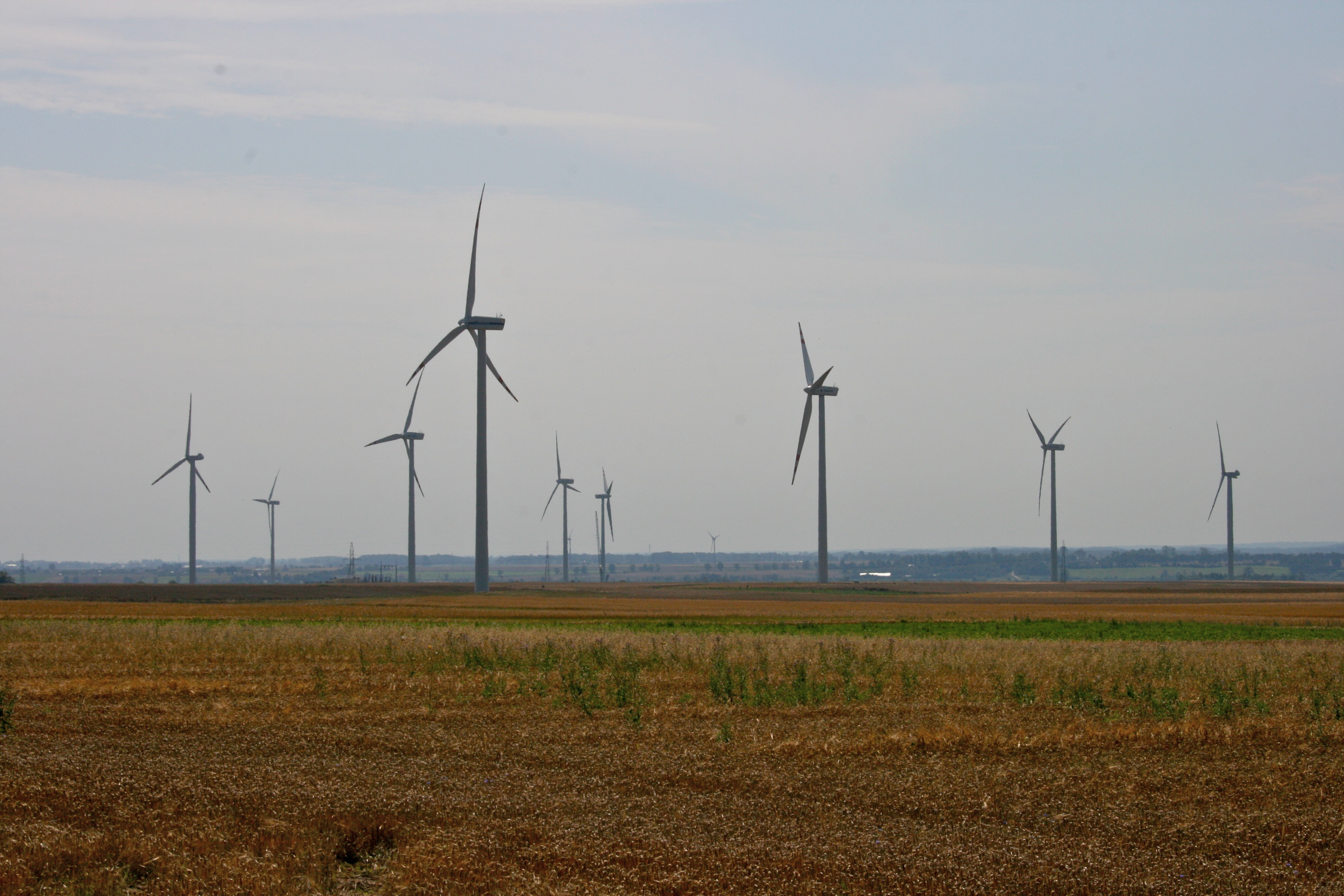

Farma Wiatrowa Lisewo – zespół siedemnastu elektrowni wiatrowych w województwie pomorskim, w powiecie wejherowskim, w gminie Gniewino.
Pierwsze 14 elektrowni wiatrowych o mocy 0,6 MW zostało oddanych do użytku w 2005 roku, kolejne trzy o mocy 0,8 MW w roku 2007.  
Łączna moc farmy wiatrowej to 10,8 MW). 

## Dane techniczne
- liczba elektrowni: 17
- moc jednej elektrowni: 600 kW
- moc łączna: 10,8 MW